# Beach 98th Street
Beach 98th Street – stacja metra nowojorskiego, na linii A i S. Znajduje się w dzielnicy Queens, w Nowym Jorku i zlokalizowana jest pomiędzy stacjami Beach 90th Street i Beach 105th Street. Została otwarta 28 czerwca 1956.